# Crossodactylus werneri
Crossodactylus werneri é uma espécie de anfíbio da família Hylodidae. Endêmica do Brasil, pode ser encontrada na Serra da Mantiqueira nos estados de Minas Gerais, São Paulo e Rio de Janeiro.